# Станислав Пищалов
Станислав Тодоров Пищалов е български актьор. Занимава се активно с озвучаване на филми и сериали.

## Ранен живот
Пищалов е роден на 26 юли 1952 г. в Елхово.
В периода 1967 – 1970 г. е барабанист в група, с която записват песни с Биг бенда на БНР под диригентството на Вили Казасян.

## Кариера в театъра
След като е подготвен за изпитите си от Калин Арсов, е приет във ВИТИЗ „Кръстьо Сарафов“ в класа по актьорско майсторство за драматичен театър на професор Филип Филипов, като го завършва през 1979 г.
От 1979 до 1989 г. Пищалов играе на сцената на Софийския пътуващ театър.
Заедно с Хайгашод Агасян, Андрей Калудов, Недялко Йорданов и Павел Попандов Пищалов е един от основателите на Общински театър „Възраждане“.
През 2021 г. се завръща на театрална сцена, когато бива поканен от приятеля си Недялко Йорданов да замести покойния Иван Налбантов в пиесата „Каквото такова“ в Народен театър „Иван Вазов“.

### Телевизионен театър
- „Страшният съд“ (1992)

## Кариера на филмов актьор
Играл е във филмите „Умирай само в краен случай“, „Комбина“, „Борис I“, „Човек на паважа“, „Конан Варварина“ и много други.

### Филмография
- „Умирай само в краен случай“ (1978), 2 серии
- „Роялът“ (1979)
- „Като белязани атоми“ (1979)
- „Момчето с окарината“ (1979), 3 серии
- „Кръвта остава“ (1979)
- „Комбина“ (1982)
- „Д-р Петър Берон“, 2 серии (1983)
- „Спасението“ (1984)
- „Борис I“ (1985), 2 серии
- „Тази хубава зряла възраст“ (1985)
- „Ешелоните на смъртта“ (1986)
- „Човек на паважа“ (1987)
- „Веществено доказателство“ (1991) – втори ловец
- „Мълчанието“ (1991)
- „Монтуриол, владетелят на света“ (1993), Испания (Monturiol, el senyor del mar) – печатар
- „Крака за милиони“ (2003)
- „Надеждни полети“ (2003)
- „Турски гамбит“ (2005)
- „Бягството“ (2010) – комендант
- „Конан Варварина“ (2011) – Уран
- „Седем часа разлика“ (2011) – Прокурор Неделчев
- „Под прикритие“ (2011-2013) – Георги Чилингиров, депутат
- „Българ“ (2014)
- „Корпус за бързо реагиране 2: Ядрена заплаха“ (2014) – подчинен
- Con dolore „С болка“ – заложник[4]
- „Дякон Левски“ (2015) – съдията
- „Вездесъщият“ (2017) – адвокат Тонев
- „Полицаите от края на града“ (2018) – кмет
- „Джобният Херкулес: Наим Сюлейманоглу“ (2019) – Тодор Живков
- „Пътят на честта“ (2019; 2021) – Константин Даскалов
- „Откраднат живот“ (2020) – Камен, баща на доктор Хаджихристев

## Кариера на озвучаващ актьор
Пищалов се занимава с дублаж от 1982 г. Първата му работа е върху анимационен филм, където озвучава трима герои. Озвучавал е рамо до рамо с легенди в дублажа, измежду които Мария Русалиева, Надя Топалова, Георги Гайтаников и Георги Джубрилов.
Озвучава в сериали като „Дързост и красота“, „Случаите на Поаро“ (дублаж на TV7), „Шеметни години“ (сезони 6–8), „4400“ (дублаж на TV7), „Цветовете на любовта“, „Светлината на моя живот“ и „Експериментът“ (сезони 2, 4 и 5), както и в анимационни поредици като „Костенурките нинджа (1987)“, „Сейлър Муун“, „Клуб Маус“, „Клубът на Мики Маус“, „Костенурките нинджа (2003)“, „Х-Мен: Еволюция“ (дублаж на Имидж Продакшън/bTV), „Малките титани“ (дублаж на Имидж Продакшън) и „Младежка лига“.
През 1999 г. озвучава Попай моряка в 3 видеокасети от едноименната поредица анимационни филми, издадени от „Проксима Видео“.
Основател е на дублажно студио „Мависта“.
Ролите му в нахсинхронни дублажи включват Всезнайко в „Снежанка и седемте джуджета“, Вини в „Атлантида: Изгубената империя“, Хрил в „Търсенето на Немо“, Г-н Хъф в „Феноменалните“, Смоуки в „Колите 3“, Господин Лиу в „Лего Нинджаго: Филмът“, Рик Дикър в „Феноменалните 2“, Султанът в „Аладин“, Джоу в „Мулан“, Клей Калоуей в „Ела, изпей! 2“, господин Бридуел в „Клифърд, голямото червено куче“, Див пердах в „Миньоните 2“, Салах в „Индиана Джоунс и реликвата на съдбата“ и много други.
От 2018 г. работи като режисьор на войсоувър дублажи в студио „Про Филмс“. От 2019 г. режисира дублажи в „Андарта Студио“.
През 2022 г. е удостоен с наградата „Дубларт“ за цялостен принос.

### Избран слисък с роли в дублажа
| Актьор                 | Заглавия | Роли                                                     |
| ---------------------- | --- | -------------------------------------------------------- |
| Али Хамиди             | Чудовищни шарани Риболовна надпревара | Себе си                                                  |
| Арнолд Шварценегер     | Зов за завръщане (дублаж на Мулти Видео Център) Истински лъжи (дублаж на БНТ) | Хаузър (на видеозаписа) Хари Таскър                      |
| Бил Мъри               | Ловци на духове (дублаж на студио Тайтъл Бе-Ге) Ловци на духове 2 (дублаж на студио Тайтъл Бе-Ге) По-голям от живота | Д-р Питър Венкман Джак Коркоран                          |
| Василий Ливанов        | Крокодилът Гена Чебурашка Шапокляк Чебурашка отива на училище | Крокодилът Гена                                          |
| Дан Акройд             | Левакът Еволюция | Г-н Танек Губернатор Люис                                |
| Дани Де Вито           | Моето малко пони: Филмът Парите на другите (дублаж на Имидж Продакшън) Слънчева Филаделфия (в няколко сезона до девети) | Лари Гарфийлд Крал на гръндълите Франк Рейнолдс          |
| Денис Лиъри            | Царе на самоубийството (дублаж на Ай Пи Видео) Вечният неудачник | Лоно Вечо Рей Плуто                                      |
| Джак Мърсър            | Попай със затворени очи Големият лош Синбад Древна история Чистачът на плодове (Чистачът на подове) 20-годишният юбилей на Попай Такси Тъжната младоженка Гръцка митология Страх от финала Попай детектив Гризачът Сготвено с шеги Попай президент Да се бием навън Насилие и ласкателство Термити Говорите ли? Не ме е страх Теглене Почти венчани Кристална свада Попай-патриот Обяд на открито Призрачен кораб | Попай моряка                                             |
| Джеф Бенет             | Фермата на Отис Зеления фенер: Анимационният сериал | Кметът Томар Ре                                          |
| Джеймс Каан            | Заличителят Обратно в играта | Щатски шериф Робърт Дегерин Тери „Оръдието“ Ганън старши |
| Джеймс Кромуел         | Заличителят Измяна Изпитанията на Кейт Маккол | Уилям Донахю Тачър Карстън Съдия Джеймисън Съмптър       |
| Долф Лундгрен          | Сблъсък Универсален войник (дублаж на Мулти Видео Център) | Майк Андерсън Сержант Андрю Скот / Джи Ар 13             |
| Дон Месик              | Последният еднорог Том и Джери: Филмът (дублаж на Мулти Видео Център) | Котка Друпи                                              |
| Ед О'Нийл              | Малките гиганти Търсенето на Дори | Кевин О'Шей Ханк                                         |
| Кам Кларк              | Костенурките нинджа (дублаж на студио Тайтъл Бе-Ге) Аладин (филм, 1993) | Леонардо Аладин                                          |
| Кари Пейтън            | Малките титани (дублаж на Имидж Продакшън) Малките титани: Проблем в Токио Малки титани: В готовност! | Киборг Вегитор                                           |
| Кевин Майкъл Ричардсън | Лило и Стич: Сериалът (дублаж на TV7) Училището за страшилища на Каспър Младежка лига | Капитан Ганту Кибош Марсианския ловец                    |
| Кори Бъртън            | Клуб Маус Вълшебната Коледа на Мики Клубът на Мики Маус (дублаж на Александра Аудио) Лигата на справедливостта: Новата граница (дублаж на bTV) | Лудвиг фон Дрейк Абин Сур                                |
| Патрик Стюарт          | Стар Трек: Следващото поколение Господарят на страниците (дублаж на Мулти Видео Център) | Жан-Люк Пикар Приключение                                |
| Питър Кълън            | Моето малко пони: Филмът Светлинните рицари | Трети мъжки гръндъл и Ахг Синдар                         |
| Питър Устинов          | Двойно убийство Убийство в три действия | Еркюл Поаро                                              |
| Ричард Кайнд           | Том и Джери: Филмът (дублаж на Мулти Видео Център) Големият Стан | Том Мал                                                  |
| Роб Полсън             | Мишки рокери от Марс (сериал, 1993) Фермата на Отис | Тротъл Пек                                               |
| Робин Уилямс           | Най-подходящото време Двестагодишен човек (дублаж на студио Тайтъл Бе-Ге) Откачалки | Джак Дънди Андрю Мартин Саймън Робъртс                   |
| Рон Пърлман            | Малките титани (дублаж на Имидж Продакшън) Скуби-Ду и мумиите (дублаж на Имидж Продакшън) | Слейд Хотеп/Армън Грейнджър                              |
| Рубен Гарифас          | Къщата на Шумникови Семейство Касагранде | Ектор Касагранде                                         |
| Самюъл Джаксън         | Справедливостта на мафията Да живее Цезар | Хачър Пощальон                                           |
| Скот Менвил            | Моето малко пони: Филмът Малки титани: В готовност! | Дани Мозък                                               |
| Тим Къри               | Сянката (дублаж на Мулти Видео Център) Барби в Лешникотрошачката Коледа в Страната на чудесата (първи дублаж) | Фарли Клеймор Крал Мишок Гордън Маклуш                   |
| Уилем Дефо             | Търсенето на Немо Търсенето на Дори | Хрил                                                     |
| Уилям Шатнър           | Мис таен агент 2 Трябва да хванем Дядо Коледа | Стан Фийлдс Дядо Коледа                                  |
| Уолъс Шон              | Феноменалните Чикън Литъл | Гилбърт Хъф Директор Фечит                               |
| Ци Ма                  | Експериментът Мулан | Минг Че Фа Зу                                            |
| Чарли Чаплин           | Великият диктатор (дублаж на Аста Имидж) Един крал в Ню Йорк | Еврейският бръснар/Диктаторът Хинкел Крал Шахдов         |

## Политическа дейност
През 2019 се кандидатира за кмет на „Овча купел“, издигнат от Българската социалдемократическа партия. Получава 2,23% от вота и губи изборите от Антон Стефанов от Демократична България – Обединение, събрал 55,62% на втори тур.

## Личен живот
Има дъщеря, Кристина Пищалова, от брака си с Боряна Пунчева. Има син, Станислав, от Мариана Пищалова, за която се жени по-късно.